# Carboxylat
Et carboxylat er et salt eller en ester af en carboxylsyre.
Carboxylatsalte har den generelle formel M(RCOO)n, hvor M er et metal og n er 1,2,...; carboxylatestre har den generelle formel RCOOR'. R og R' er organisk grupper;  R'≠H.
En carboxylat-ion er den korresponderende base af en carboxylsyre, RCOO−. Det er en ion med en negativ ladning (en anion).
| Kemi | Spire Denne artikel om kemi er en spire som bør udbygges. Du er velkommen til at hjælpe Wikipedia ved at udvide den. |